# چاه ابراهیم (رودان)
چاه ابراهیم، روستایی در دهستان مسافرآباد بخش رودخانه شهرستان رودان در استان هرمزگان ایران است.

## جمعیت
بر پایه سرشماری عمومی نفوس و مسکن در سال ۱۳۹۵، جمعیت این روستا برابر با ۱۲۰ نفر (۳۳ خانوار) بوده‌است.